# مبارك الحسنات
مبارك عبد الله الحسنات (ولد في مخيم دير البلح في 15 ديسمبر 1969م، استشهد في 23 أكتوبر 2007)، هو سياسي وعسكري فلسطيني من مؤسسي صقور فتح ولجان المقاومة الشعبية ونائبا للأمين الأمين العام في جناحها العسكري «ألوية الناصر صلاح الدين». تولى منصب مستشار عسكري في وزارة الداخلية في غزة. اغتيل بصواريخ إسرائيلية أطلقت على سيارة كان يركبها.

## حياته
ولد في مخيم دير البلح وتلقى فيها تعليمه الابتدائي والاساسي، والتحق للدراسة الثانوية بالمعهد الأزهري. شارك في الانتفاضة الفلسطينية (1988-1993) واعتقل في بداية العام الدراسي بتهمة إلقاء قنبلة مولوتوف وسجن في سجن السرايا المركزي لمدة ثلاث سنوات. واصل النشاط السياسي بعد الإفراج عنه وشارك في تأسيس مجموعات «صقور فتح» في المنطقة الوسطى من قطاع غزة، وطاردته سلطات الاحتلال. تمكن عام 1992 من الفرار إلى مصر، ومنها إلى الجزائر وتونس. اعتقل على حدود سيناء عندما حاول التسلل عائدا إلى القطاع وصدرت بحقه أربعة أحكام بالسجن المؤبد. أفرج عنه عام 1995 ضمن اتفاقية اوسلو انضم للأرتباط العسكري ومن ثم للأستخبارات العسكرية في السلطة الفلسطينية حتى 1998 ولاحقا أنضم للأمن الوقائي في غزة. نشط في صفوف كتائب الأقصى وظهر أحيانا ناطقا إعلاميا باسم «أبو أحمد». وكان واحدا من مؤسسي لجان المقاومة الشعبية. تولى موقع نائب الأمين العام لألوية الناصر صلاح الدين، وشارك في التخطيط والتحضير لعمليات مقاومة مسلحة في قطاع غزة. في 2006 أصبح المستشار العسكري لوزير الداخلية في الحكومة الفلسطينية المنبثقة عن انتخابات 2006.
تزوج وله خمسة أولاد.
استشهد بتاريخ 23 أكتوبر 2007 بصواريخ إسرائيلية استهدفت سيارته على جسر وادي غزة بالقرب من مخيم النصيرات.